# Бутырева, Галина Васильевна
Галина Васильевна Бутырева (род. 1944) — коми советский писатель, прозаик, поэт, переводчик и филолог. Член Союза журналистов СССР с 1976 года и Союза писателей России с 1997 года. Заслуженный работник культуры Республики Коми (2001). Заслуженный работник культуры Российской Федерации (2011).

## Биография
Родилась 12 сентября 1944 года в селе Ёртом, Удорского района Коми АССР.
С 1961 по 1966 год обучалась на филологическом факультете Коми государственного педагогического института. С 1966 по 1968 год на педагогической работе в районных средних общеобразовательных учебных заведений. С 1968 по 1986 год работала на Сыктывкарской телевизионной студии в должности специального корреспондента. С 1986 по 1991 год — заместитель министра культуры Коми АССР по делам искусств. С 1991 по 1992 год — консультант и координатор Фонда развития культур финно-угорских народов.  С 1992 года была назначена заведующей литературной частью Театра фольклора Республики Коми и с 1992 по 1993 год — директор Коми республиканского финно-угорского культурного центра. С 1993 по 1994 год — председатель Государственного комитета Республики Коми по делам национальностей. С 1994 по 1995 год — министр по делам национальностей Республики Коми. С 1995 по 1999 год — заместитель Главы Республики Коми. С 1997 по 2015 годы — главный редактор литературно-художественного журнала «Арт».
Член Союза журналистов СССР с 1976 года и Союза писателей России с 1997 года. В 1989 году из под пера Бутыревой вышел первый дебютный поэтический сборник  «Жизненный след», в 1994 году вышел второй поэтический сборник  «Бог с тобой» выпущенные «Коми книжным издательством». В дальнейшем выходят поэтические и прозаические произведения «К портрету моей Родины» (2002), «Земное небо» (2006), «Затаённое дыхание» (2008), цикл книг из серии записок путешественника «Дорога домой» (2011), «Ритмы реки» (2012) и «На планете Исландия» (2013), основная тема этих записок это восхищение разнообразием и красотой мира, радость и удивление открытий, предвкушение самого пути и ожидание дороги домой.  Помимо литературного творчества Бутырева занималась и переодикой с русского и иностранных на коми язык таких писателей как Александр Блок, Марина Цветаева, Анны Ахматова, Тимур Зульфикаров, Владимир Владыкин, Имант Зиедонис, Арво Валтон, Уолт Уитмен, Гийом Аполлинер, Хулио Кортасар.
В 1994 году Г. В. Бутыревой было присвоено почётное звание Заслуженный работник культуры Республики Коми. В 2011 году «За заслуги  в  области  культуры  и  многолетнюю  плодотворную работу» было присвоено почётное звание — Заслуженный работник культуры Российской Федерации. В 2005 году За сборники стихов «Ненаглядный, дорогой, милый…» (1999) и «К портрету моей Родины» (2002) становится лауреатом  Государственной премии Республики Коми имени И. А. Куратова.

## Награды
- Медаль ордена «За заслуги перед Отечеством» II степени (2005)[2]

### Звания
- Заслуженный работник культуры Российской Федерации (2011 — «За заслуги  в  области  культуры  и  многолетнюю  плодотворную работу»)[4]
- Заслуженный работник культуры Республики Коми (1994)[2])

### Премии
- Лауреат Государственной премии Республики Коми имени И. А. Куратова (2005 — За сборники стихов «Ненаглядный, дорогой, милый…» (1999) и «К портрету моей Родины» (2002))[2]